# Syndrome des vomissements cycliques
 (mai 2022).
La mise en forme du texte ne suit pas les recommandations de Wikipédia : il faut le « wikifier ».
Les points d'amélioration suivants sont les cas les plus fréquents :
- Les titres sont pré-formatés par le logiciel. Ils ne sont ni en capitales, ni en gras.
- Le texte ne doit pas être écrit en capitales (les noms de famille non plus), ni en gras, ni en italique, ni en « petit »…
- Le gras n'est utilisé que pour surligner le titre de l'article dans l'introduction, une seule fois.
- L'italique est rarement utilisé : mots en langue étrangère, titres d'œuvres, noms de bateaux, etc.
- Les citations ne sont pas en italique mais en corps de texte normal. Elles sont entourées par des guillemets français : « et ».
- Les listes à puces sont à éviter, des paragraphes rédigés étant largement préférés. Les tableaux sont à réserver à la présentation de données structurées (résultats, etc.).
- Les appels de note de bas de page (petits chiffres en exposant, introduits par l'outil «  Source ») sont à placer entre la fin de phrase et le point final[comme ça].
- Les liens internes (vers d'autres articles de Wikipédia) sont à choisir avec parcimonie. Créez des liens vers des articles approfondissant le sujet. Les termes génériques sans rapport avec le sujet sont à éviter, ainsi que les répétitions de liens vers un même terme.
- Les liens externes sont à placer uniquement dans une section « Liens externes », à la fin de l'article. Ces liens sont à choisir avec parcimonie suivant les règles définies. Si un lien sert de source à l'article, son insertion dans le texte est à faire par les notes de bas de page.
- La présentation des références doit suivre les conventions bibliographiques. Il est recommandé d'utiliser les modèles {{Ouvrage}}, {{Chapitre}}, {{Article}}, {{Lien web}} et/ou {{Bibliographie}}. Le mode d'édition visuel peut mettre en forme automatiquement les références.
- Insérer une infobox (cadre d'informations à droite) n'est pas obligatoire pour parachever la mise en page.

Pour une aide détaillée, merci de consulter Aide:Wikification.
Si vous pensez que ces points ont été résolus, vous pouvez retirer ce bandeau et améliorer la mise en forme d'un autre article.
Présent principalement chez l'enfant, le syndrome des vomissements cycliques est un rejet par la bouche de la famille des vomissements. Il est connu depuis 1806 sous une multitude de noms. Contrairement aux régurgitations et aux vomissements classiques, il est cyclique. Le cycle peut s'étendre sur des intervalles de quelques semaines à quelques mois.

## Définitions selon les organismes internationaux

### Organisation Mondiale de la Santé
Elle publie la Classification internationale des maladies (actuellement (2024) révision 11).
Code : 8A80.4
Description de la maladie : Crises épisodiques récurrentes, généralement stéréotypées chez le patient, de vomissements et de nausées intenses. Les crises sont associées à une pâleur et à une léthargie. Les symptômes disparaissent complètement entre les crises.
Exigences en matière de diagnostic :
A. Au moins 5 attaques répondant aux critères B et C
B. Crises épisodiques, stéréotypées chez le patient, de nausées et de vomissements intenses durant de 1 heure à 5 jours.
C. Au cours des crises, les vomissements surviennent au moins 4 fois par heure pendant au moins 1 heure.
D. Absence de symptômes entre les crises
E. Non attribué à un autre trouble.

### Fondation ROME
Pilotée par des gastro-entérologues et sponsorisée par l’industrie pharmaceutique elle fournit une série de critères pour classer chaque maladie (actuellement (2024) révision IV).
L’ensemble des critères suivants doit être présent pour que le syndrome soit considéré comme un SVC : 
la survenue au cours d’une période de 6 mois de 2 épisodes ou plus de nausée intense et incessante et de vomissements paroxystiques qui durent des heures ou des jours; les épisodes sont stéréotypés chez le même patient; il s’écoule des semaines ou des mois entre les épisodes, pendant lesquels l’état de santé revient à la normale; et après une évaluation médicale appropriée, les symptômes ne peuvent pas être attribués à une autre affection.

### Société internationale des Céphalées
Elle publie la classification internationale des troubles de céphalée (International Classification of Headache Disorders (ICHD actuellement (2024) révision 3) .

1.6.1.1 Syndrome des vomissements cycliques
Description :
Crises récurrentes de nausées et de vomissements intenses, généralement stéréotypées chez un même patient et avec une survenue prévisible. Les crises peuvent être associées à une pâleur et à une léthargie. La résolution des symptômes entre les crises est complète.
Critères diagnostiques :
A. Au moins cinq crises de nausées et de vomissements intenses, répondant aux critères B et C
B. Stéréotypées chez un même patient et récurrentes avec une périodicité prévisible
C. Tous les éléments suivants :
-   1. nausées et vomissements se produisant au moins quatre fois par heure
-   2 durée des crises ≥ 1 heure et jusqu’à 10 jours
-   3. crises séparées d’au moins 1 semaine
D. Absence totale de symptômes entre les crises
E. Non attribué à un autre trouble (En particulier, les antécédents médicaux et l’examen physique ne montrent pas de signes de maladie gastro-intestinale).
Commentaires :
Le 1.6.1.1 Syndrome des vomissements cycliques est typiquement un syndrome épisodique spontanément résolutif survenant dans l’enfance, avec des périodes de totale normalité entre les épisodes. Le caractère cyclique est caractéristique et les crises sont prévisibles.

Ce trouble a été inclus dans les syndromes périodiques de l’enfance à partir de l’ICHD-II. Les caractéristiques cliniques de ce syndrome ressemblent à celles identifiées en association avec des céphalées migraineuses et de nombreuses recherches au cours des dernières années ont suggéré que le 1.6.1.1 Syndrome des vomissements cycliques est une pathologie liée à la migraine.

### Evolution des définitions et errances médicales
Bien que décrite par Heberden (en) dès 1806, sa dénomination a varié au cours du temps et surtout en fonction du praticien établissant le diagnostic, par exemple : gastro-entérite, crise de foie, syndrome des vomissement acétonémiques, syndrome des vomissements cycliques, migraine abdominale, épilepsie abdominale, vertiges paroxystiques de l’enfance, torticolis paroxystique bénin, etc.
En 2024, on parle surtout de Syndrome des Vomissements Cycliques ou de Migraine Abdominale, parfois d’épilepsie abdominale. Le site Medline considère que Syndrome des Vomissements Cycliques et Migraine Abdominale sont synonymes. Les gastro-entérologues ont tendance à les classer comme maladie du système digestif et les neurologues comme dysfonctionnement de l'axe intestin-cerveau.
Ce flou des définitions et le nombre de crises nécessaires pour établir un diagnostic conduisent les parents à une errance médicale de plusieurs mois, voire de plusieurs années, avant d'obtenir un diagnostic, en général dans un grand centre hospitalier.

## Diagnostic
Le diagnostic se fait par élimination des autres pathologies connues pouvant conduire aux mêmes symptômes, éventuellement après examens complémentaires, comme cela est impliqué par les définitions du syndrome (voir plus haut la rubrique Définitions selon les organismes internationaux).

## Epidémiologie
Prévalence chez enfants de moins de 1 an 3.8% Prévalence chez enfants de 4-10 ans 6.1% en Colombie . Certaines études  suggèrent que la prévalence du SVC varie selon les pays, ce qui semble confirmer le rôle d'une cause environnementale. Prévalence chez enfants de 4-10 ans de 0.0 à 0.7% selon le pays Prévalence chez enfants de 11-18 and de 0.0 à 2.3% selon le pays.

## Syndromes et phases

### Phase prodromique
Cette phase consiste en des nausées et des douleurs abdominales suivies d'anxiété et de troubles de l'humeur pour finalement résulter en une peau plus pâle que la normale venant avec des nausées.

### Phase émétique
La partie émétique ou la période de vomissement du cycle débute durant la nuit (entre 2 heures et 4 heures AM) ou en matinée (entre 6 heures et 8 heures AM). Le premier vomissement est suivi en moyenne de 6 à 10 autres dans l'heure suivante. Ces vomissements se manifestent majoritairement par l'expulsion de la nourriture présente dans le système digestif suivie de bile et même de sang dans certains rares cas.

### Phase de récupération
Courte phase commençant après le dernier épisode de vomissement. Cette phase est caractérisée par une récupération de l'appétit ainsi que de la possible reprise d'activités physiques à plus grande intensité suivie d'un retour à la vie régulière.

### Phase intercritique
Cette phase est associée à la période séparant les épisodes du syndrome des vomissements cycliques. Elle est généralement associée à la vie régulière du patient ainsi qu'au retour complet de l'appétit.

## Causes

### Généralités
Ces syndromes sont généralement considérés comme multifactoriels. Une prédisposition génétique est souvent évoquée, notons que les femmes sont plus (de 60% environ) touchées que les hommes. Une ou plusieurs causes environnementales sont suggérées par l'augmentation de l'incidence. Stress et alimentation sont plutôt considérés comme des facteurs déclencheurs.

### Consommation de substances
- Consommation chronique de cannabis[8]
  - Le syndrome du SHC (Syndrome d’hyperémèse cannabinoïde) peut entrainer des complications si le patient est atteint du syndrome des vomissements cycliques. La consommation régulière de cette substance entraine des vomissements fréquents ainsi qu'une perte de poids constante due aux effets apportés sur l'estomac et le cerveau.
- Consommation d'alcool.
- Surpassement lors d'une activité physique[7].

### Alimentation
Différents aliments peuvent être associés comme facteurs déclencheurs tels que :
- Le chocolat
- Le mais soufflé
- Les produits laitiers
- Les épices
  - Les épices possèdent une répercussion sur le système digestif en apportant plus de sucs gastriques dans l'estomac pouvant aboutir à une irritation de l'estomac ou toute plaie encore ouverte[9].

- Les repas hyperprotidiques[10]
  - Ce type de repas fait partie de la famille des régimes hyperprotidiques composés d'un pourcentage plus élevé que la normale de protides. Ils sont généralement utilisés dans des régimes amaigrissants où la consommation de lipides et de glucides est peu élevée.

- Les aliments gras
- Les aliments acides

### Stress positif
- anniversaire
- excursions
- festivités

### Stress négatif
- efforts physiques intenses
- stress familial
- insomnies
- anxiété/stress
- infection intercurrente
- jeûne

## Traitement
Plusieurs recherches fournissent des traitements pour contrer la maladie, dont les services de l'hôpital Sainte-Justine à Montréal.
- phase prodromique
  - Ondansétron OTD en dose de 0,3 à 0,4 mg par kg en intervalle de 4 à 6 heures combinées avec un ativan tel que le Lorazépamen[11] dose de 0,05 à 1 mg par kg sur des intervalles de 6 heures
  - S'il y a échec avec les deux médicaments précédents, du Sumatriptan est prescrit en dose de 20 à 25 mg par intranasale ou 3 à 6 mg sous-cutané.
- Phase émétique
  - une éviction de toute stimulation telle que la lumière, le bruit et les écrans bleus est recommandée. Au besoin, en plus d'un ordansétron en dose de 0.3 à 0.4 mg par kg, s'il y a un cas de déshydratation, une visite à l'hôpital sera demandée.
- Phase intercritique
  - Patient en général
    - Une éviction des facteurs déclencheurs, une modification des habitudes de vie ainsi qu'un supplément de carbohydrates est recommandé.
    - Ajout de suppléments mitochondriaux à la diète
      - Coenzyme Q10 en dose de 10 mg par kg pour 2 à 3 fois par jour avec une consommation maximale de 400 mg
      - L-Carnitine en dose de 50 à 100 mg par kg pour 2 à 3 fois par jour avec une consommation maximale de 2 grammes

  - Enfant de moins de 5 ans
    - Cyproheptadine en dose de 0,25 à 0,5 mg par kg par jour

  - Enfant de plus de 5 ans
    - Amitriptyline en dose de 0,25 à 0,5 mg par kg

## Conséquences et risques pour la santé
Dans la majorité des cas, la grande quantité de vomissements diminue la quantité d'électrolytes et d'eau présents dans le corps. Sans une hospitalisation rapide, la déshydratation pourrait être suivie par la mort.
Pour contrer les risques, il est recommandé de consommer une grande quantité d'eau potable lors des vomissements et des boissons désaltérantes pour rétablir l'équilibre dans le corps.

## Maladies pouvant être confondues avec le syndrome des vomissements cycliques
Plus d'une vingtaine de maladies pouvant présenter des symptômes voisins, citons quelques diagnostics différentiels associés au syndrome des vomissements cycliques :

Troubles gastro-intestinaux (y compris les troubles auto-immuns et congénitaux)
- Obstruction intestinale
- Volvulus intermittent
- Hernies internes (par exemple, hernie de Bochdalek)
- Lymphangiomes intestinaux
- Bandes et atrésies duodénales
- Ulcère gastroduodénal
- Maladie de Crohn
- Maladie du pancréas (pseudokyste, inflammation)
- Troubles gastro-intestinaux fonctionnels (dysmotilité, hypomotilité)
- Migraine abdominale
Troubles cérébraux et neurologiques
- Lésions occupant l'espace
- Épilepsie
- Troubles/malformations vasculaires
- Migraine
Troubles endocriniens
- Phéochromocytome
- Maladie d'Addison
- Diabète et complications associées
Troubles métaboliques/mitochondriaux
- Erreurs innées du métabolisme
- Encéphalomyopathie mitochondriale
- Défauts du cycle des acides aminés, des acides gras et de l'urée
Troubles urologiques/rénaux
- Obstruction de la jonction pelvi-urétérale
- Néphrolithiase
Troubles psychiatriques
- Syndrome de Münchhausen
- Boulimie